# Бактрія
36°45′29″ пн. ш. 66°53′56″ сх. д. / 36.758056° пн. ш. 66.898889° сх. д.

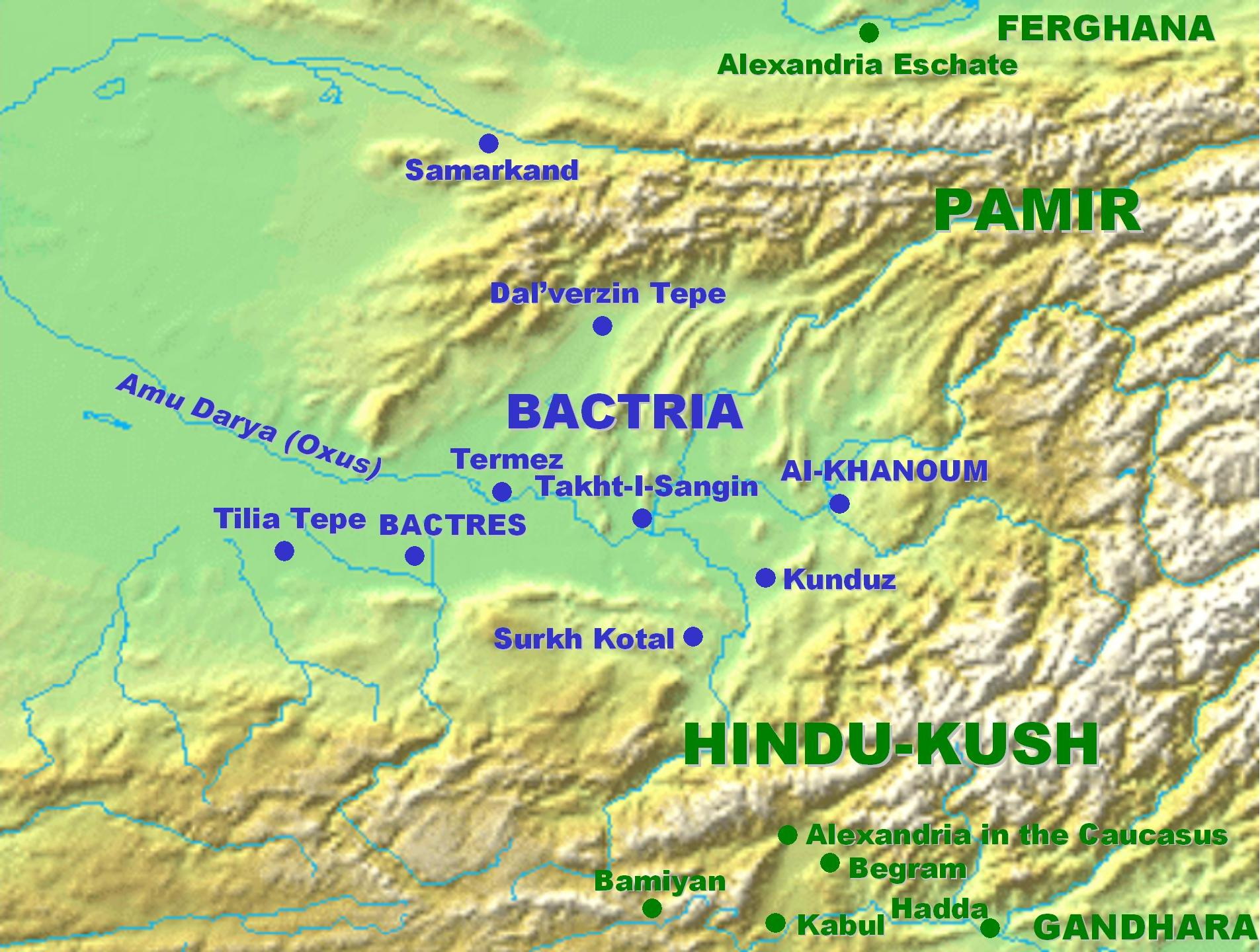

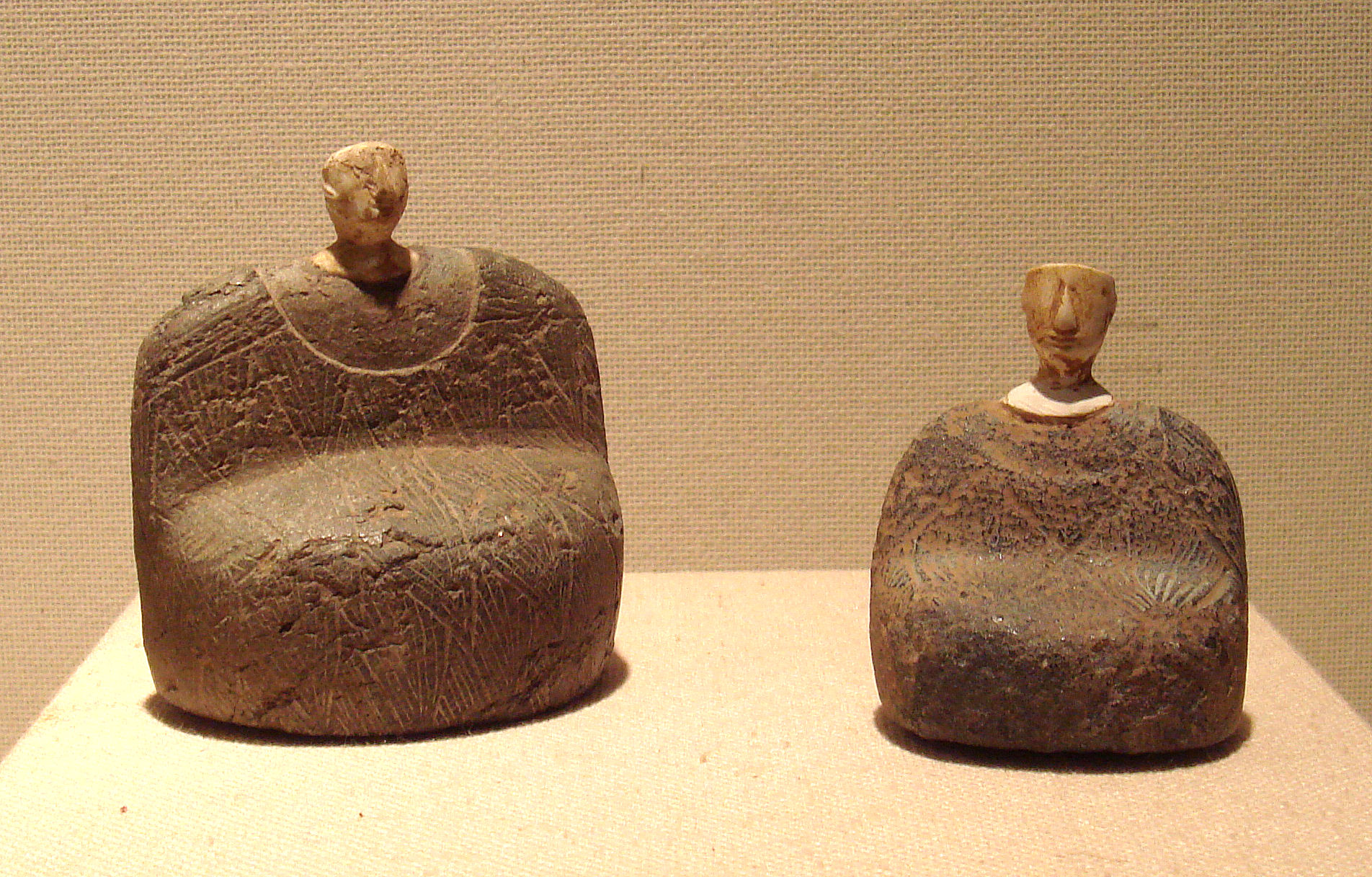
Богині з розкопки у Афганістані, 2000—1800 роки до н. е.

Ба́ктрія, Бактріа́на (дав.-гр. Βακτριανή; Persian: перс. باختر (Bākhtar) ; Chinese кит. трад. 大夏, спр. , піньїнь Dàxià)), Балх (давня самоназва) — стародавня країна й історичний край Центральної Азії у долині верхів'ї і середній течії Амудар'ї між горами Гіндукуш й Памір на території сучасних Афганістану, Таджикистану, Узбекистану й малої частини Туркменістану.
Згодом Бактрія була відома під назвою Тухаристан, Тохаристан й Точаристан за давнім іранським народом тохари.
Бактрія грала одну з провідних ролей в Азії. Головним містом й столицею було місто Балх (грецькою Бактра) у сучасному північному Афганістані.

## Назва
Назва Бактрія відома в історії з грецьких джерел. Проте початкова назва краю була Балх, що досі збереглася у регіоні. Греки після здобуття головного міста краю Балх перейменували його на Бактра.

## Оксианська цивілізація
У 2300—1700 до н. е. тут існувала Оксианська цивілізація, сучасниця Давньовавилонського царства й цивілізації долини Інду, що також означена у археології як Бактрійсько-Маргіанський археологічний комплекс.
Легендарний ассирійський цар Нінус переміг царя Балху на ім'я Оксиартес 2140 до н. е.
За твердженням багатьох істориків Балх був місцем зосередження індо-іранських племен у 2500—2000 роках, які згодом посунули на південний захід у Іран й на південь у Пакистан й Індію й колонізували їх.

## Балх-Бактрія у релігії
Бактрія була колись центром релігій зороастризму й буддизму.
Пророк зороастризму Зороастер (Заратуштра) народився й прийняв своїх перших вірян у краї з плодючою землею у гірській країні, що оточена пустелями Тюрану. Авестійська мова, якою написана найдавніша частина Авести є найдавнішою записаною формою східноіранських мов.
За Кушанської імперії тут розквітнув греко-буддизм.

## Історія

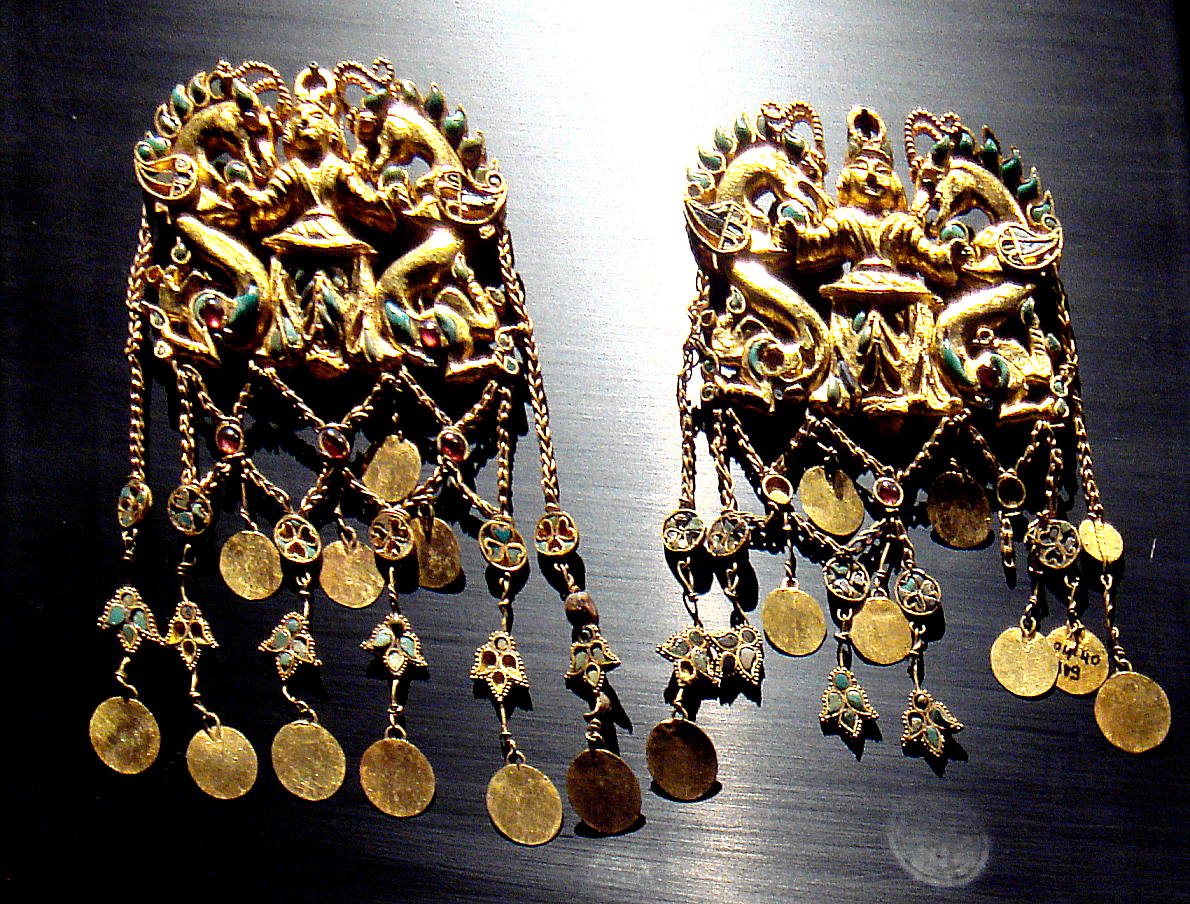
Сережки з кургана сакського царя у Тилля-тепе

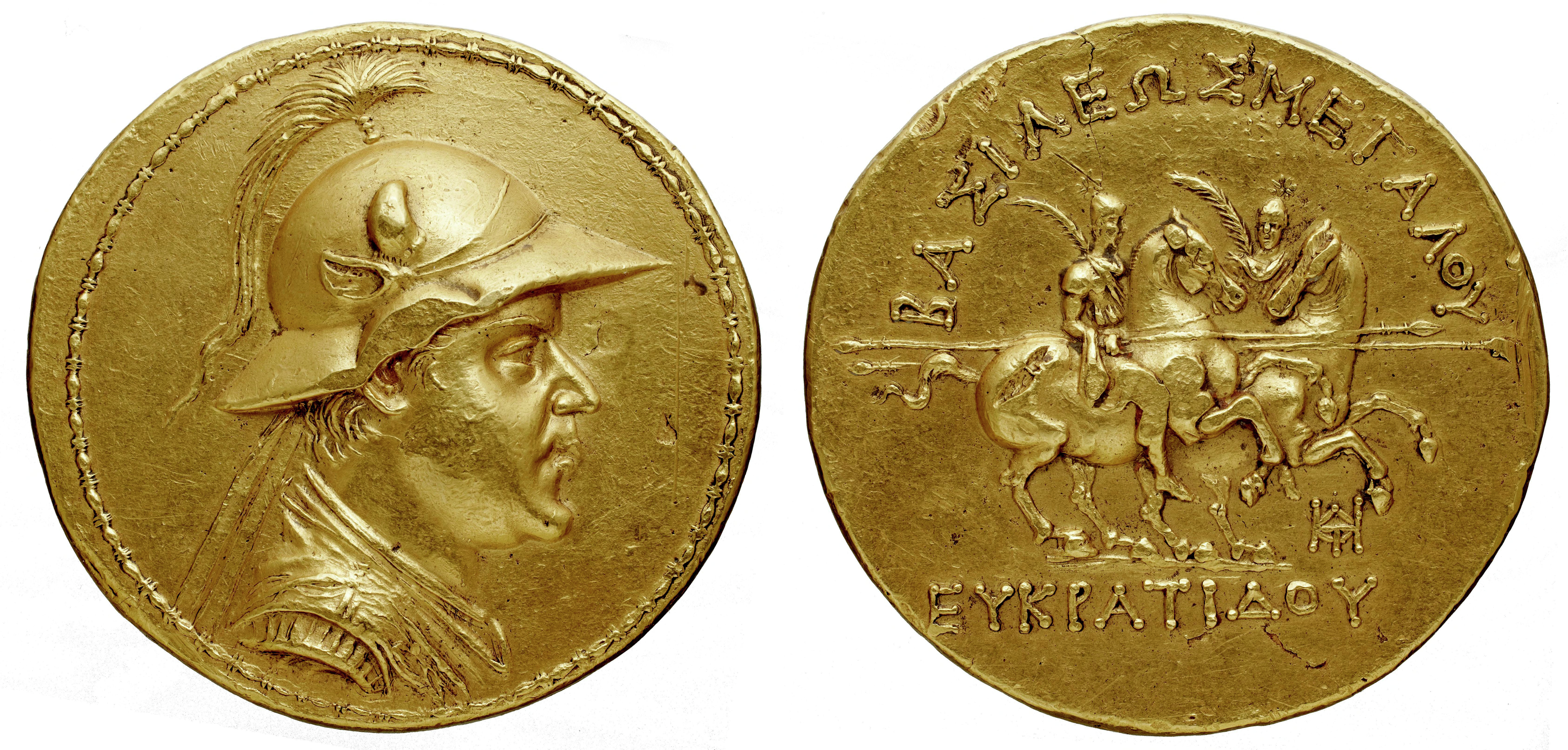
Золотий статер греко-бактрійського царя Євкратида I — найбільша золота монета античності

У Бактрії ще в 1-й половині I тис. до н. е. існувала рабовласницька держава, головним містом якої був Балх (поблизу Балха, сучасний Афганістан). Населення займалось землеробством при штучному зрошенні і скотарством.
У 6 сторіччі була частиною Мідійської держави.
З середини VI ст. до н. е. Бактрія входила до держави Ахеменідів, коли була приєднана перським царем Киром Великим.
Балх-Бактрія була провінцією Персії в Азії. Її кордон проходив по річці Окс (Амудар'я). За річкою на її правому березі починалася перська провінція Согд, що називали також Трансоксанія (Заоксія). Балх й Маргу (Маргіана) були 12-ю сатрапією перської держави.
Бактрійський сатрап Бесс вбив перського царя Дарія III й проголосив себе царем Артаксерксом V у 330 році до н. е. Він намагався протистояти Александру Македонському з Бактрії, проте був вимушений відступити у Согд, де був наздогнаний військом Александра й страчений розривом між двох дерев у 329 році до н. е. як бунтівник.
За держави Селевкідів тут було побудовано багато грецьких міст, а грецька мова стала панівною, завдяки багатьом грецьким дисидентам, висланим у заслання у цей найвіддаленіший край.
Виснажлива війна Селевкідів з Єгиптом дала змогу сатрапу Бактрії Діодоту проголосити 225 року до н. е. незалежність й приєднати Согдіану до складу Греко-Бактрійського царства.
Грецька мова була офіційною, а народна бактрійська мова була еллінізована із заміною алфавіту на грецький. Наслідом еллінізації народної мови є багатий пласт грецьких слів у афганській мові (пушту) й малочисельних мовах Бадахшану.
За часів Греко-Бактрійської держави поширюються зв'язки з Китаєм. Китайський уряд посилав відкривачів, послів й згодом їм вдалося домовитися про організацію торгових зв'язків, що в історії відомо під Шовковим шляхом.
Греко-бактрійці отримали поразку від степовиків саків. Поблизу Тилля-тепе біля північноафганського міста Шибарган на заході Бактрії було знайдено багате захоронення сакського царя з часів їхнього панування у I ст. до н. е. з сережками, що зображають людину серед двох драконів.
Згодом вони були переможені ятіями (юечжі, кушани), що змусили бактрійців перемістисти свій центр на південь. Так утворилося державне формування, відоме в історії як Греко-індійське царство.
З 60 року Бактрія стала центром Кушанської імперії сформованої кушанами (ятії), які у греків відомі як тохарами. Країна Бактрія почала йменуватися Тохаристан.
У 230—240 роках Бактрія була підкорена Сассанідами.

## Галерея

### Мапи

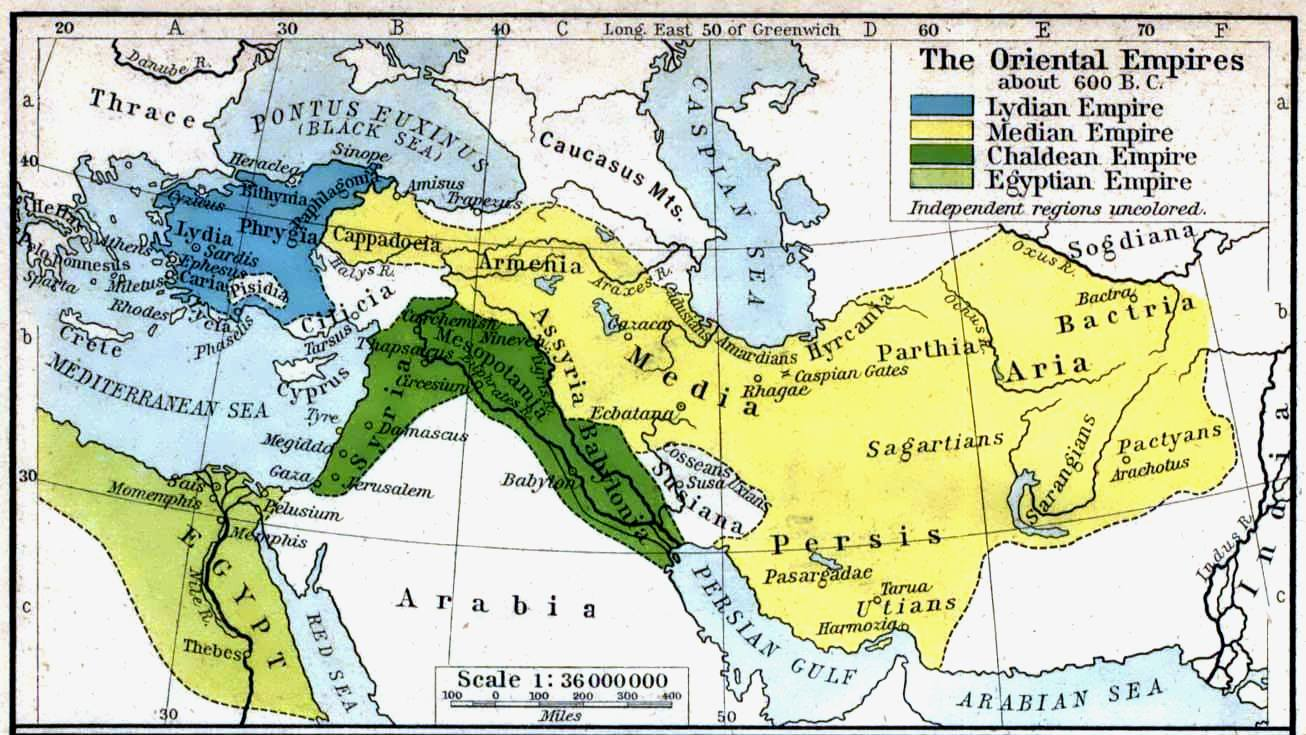
Балх-Бактрія у складі Мідійського царства на 600 до н. е.
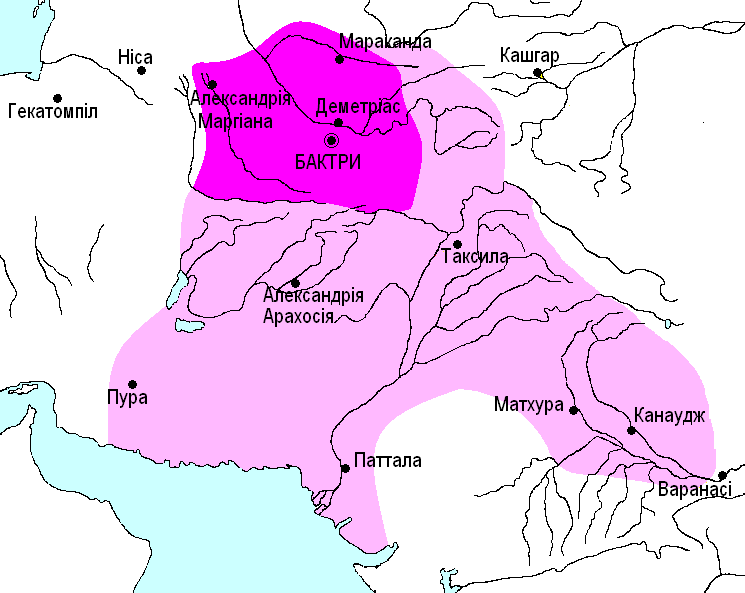
Греко-Бактрійська держава у час найбільшого поширення
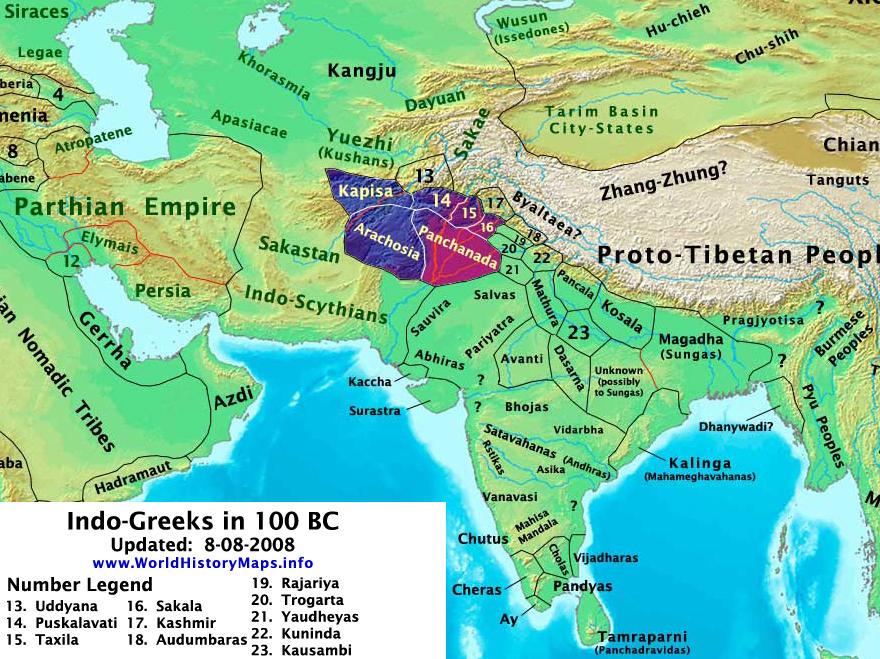
Греко-індійське царство з кушанами у Бактрії на 100 рік до н. е.
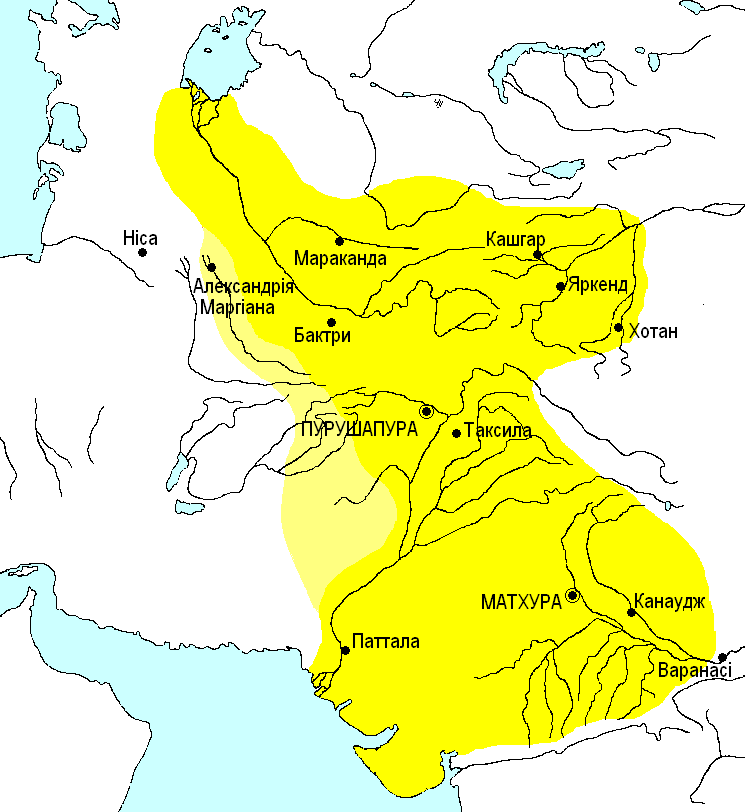
Кушанська імперія на 127—140 роки

### Одяг

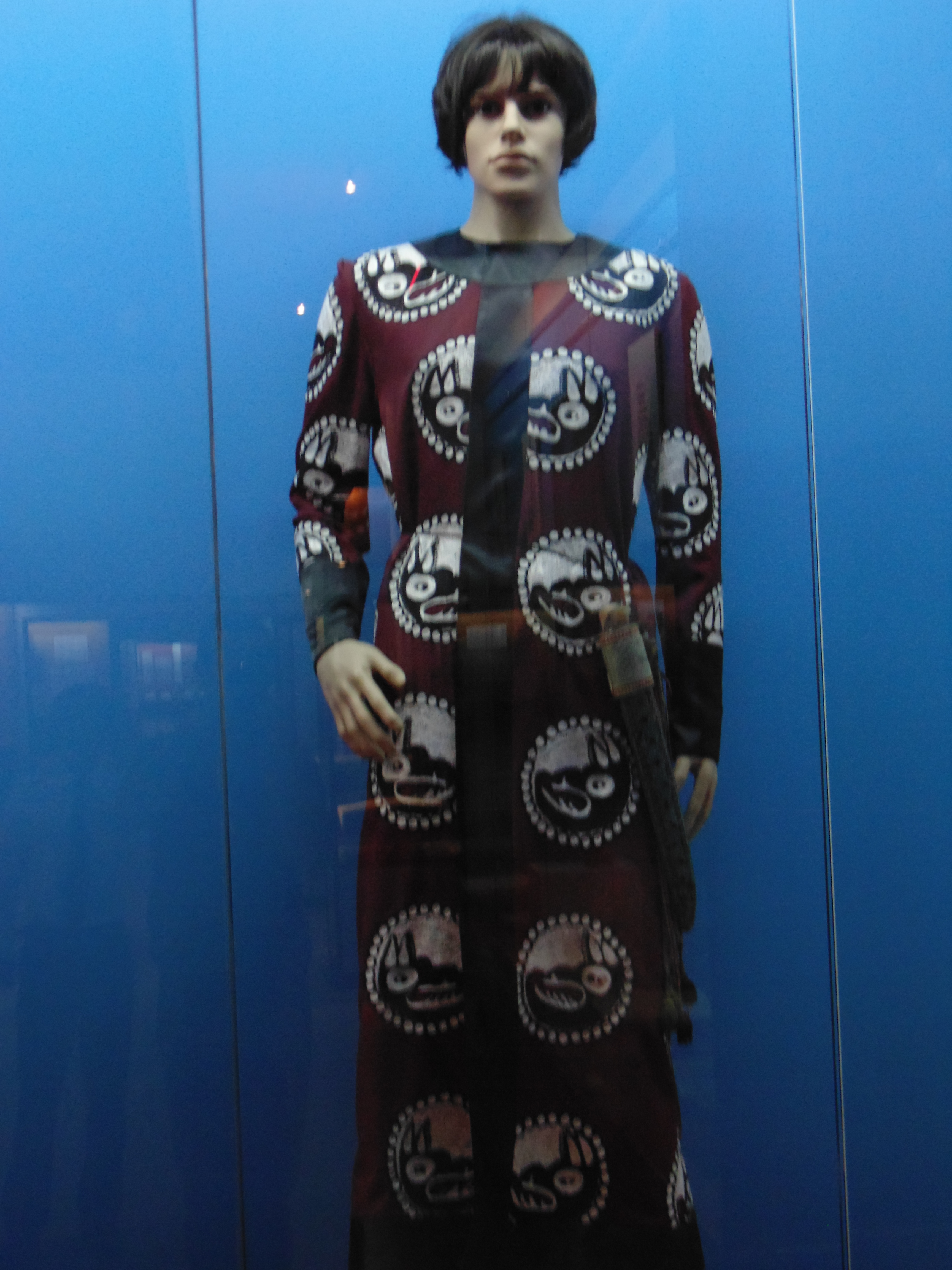
Бактрійський чоловічий одяг Кафірніган (Таджикистан).
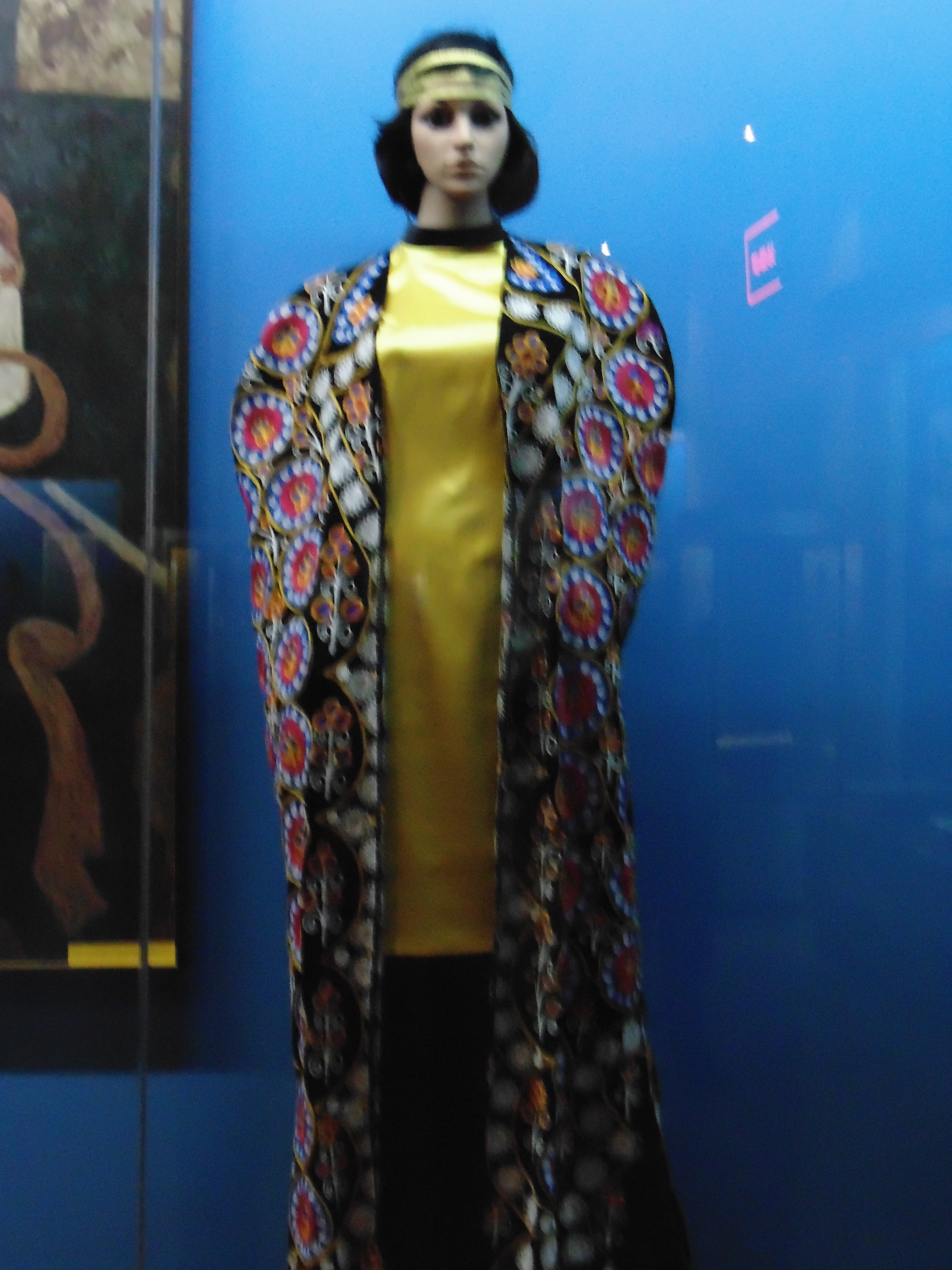
Бактрійський жіночий одяг Кафірніган (Таджикистан).
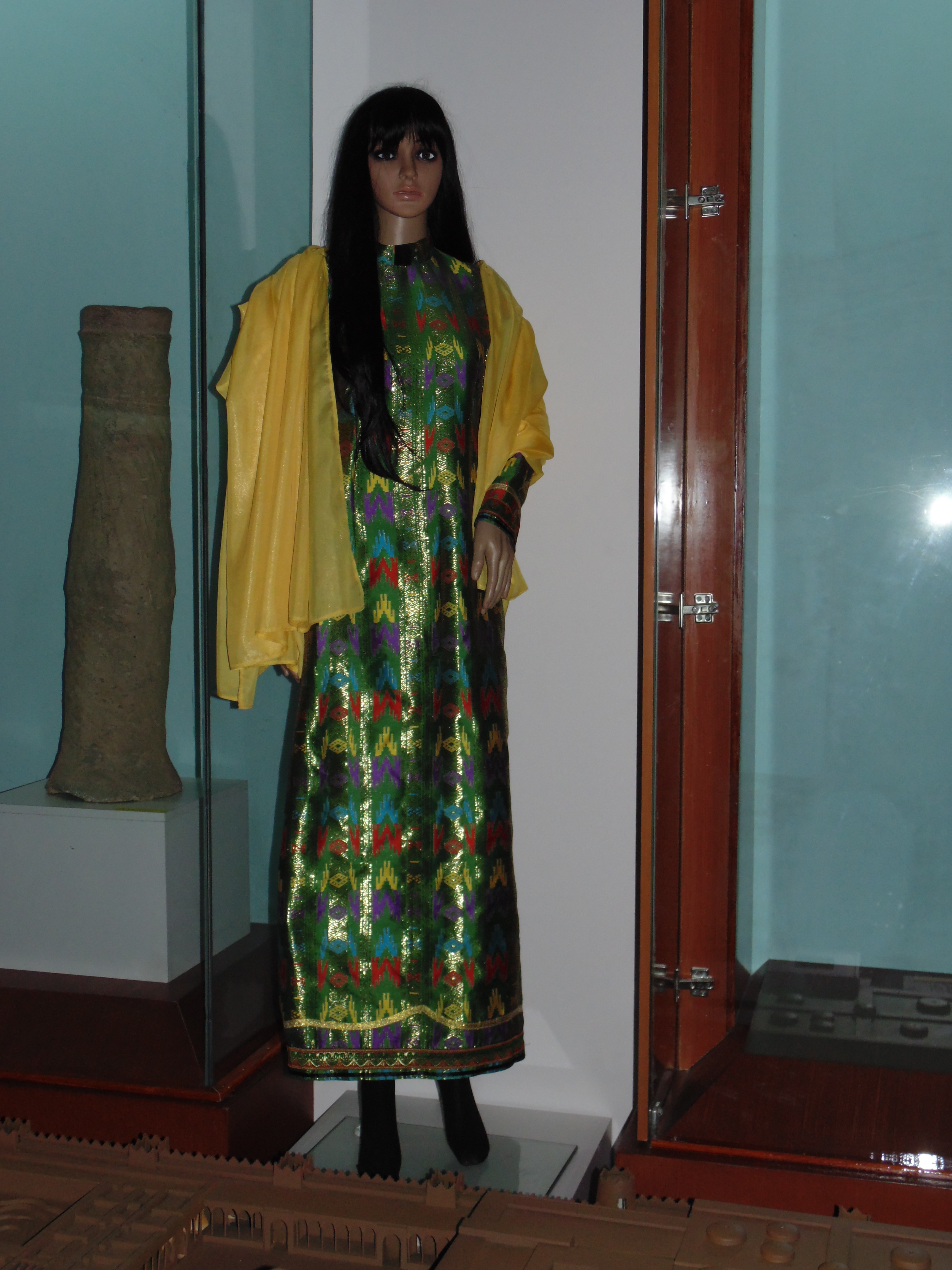
Бактрійський жіночий одяг Кафірніган (Таджикистан).
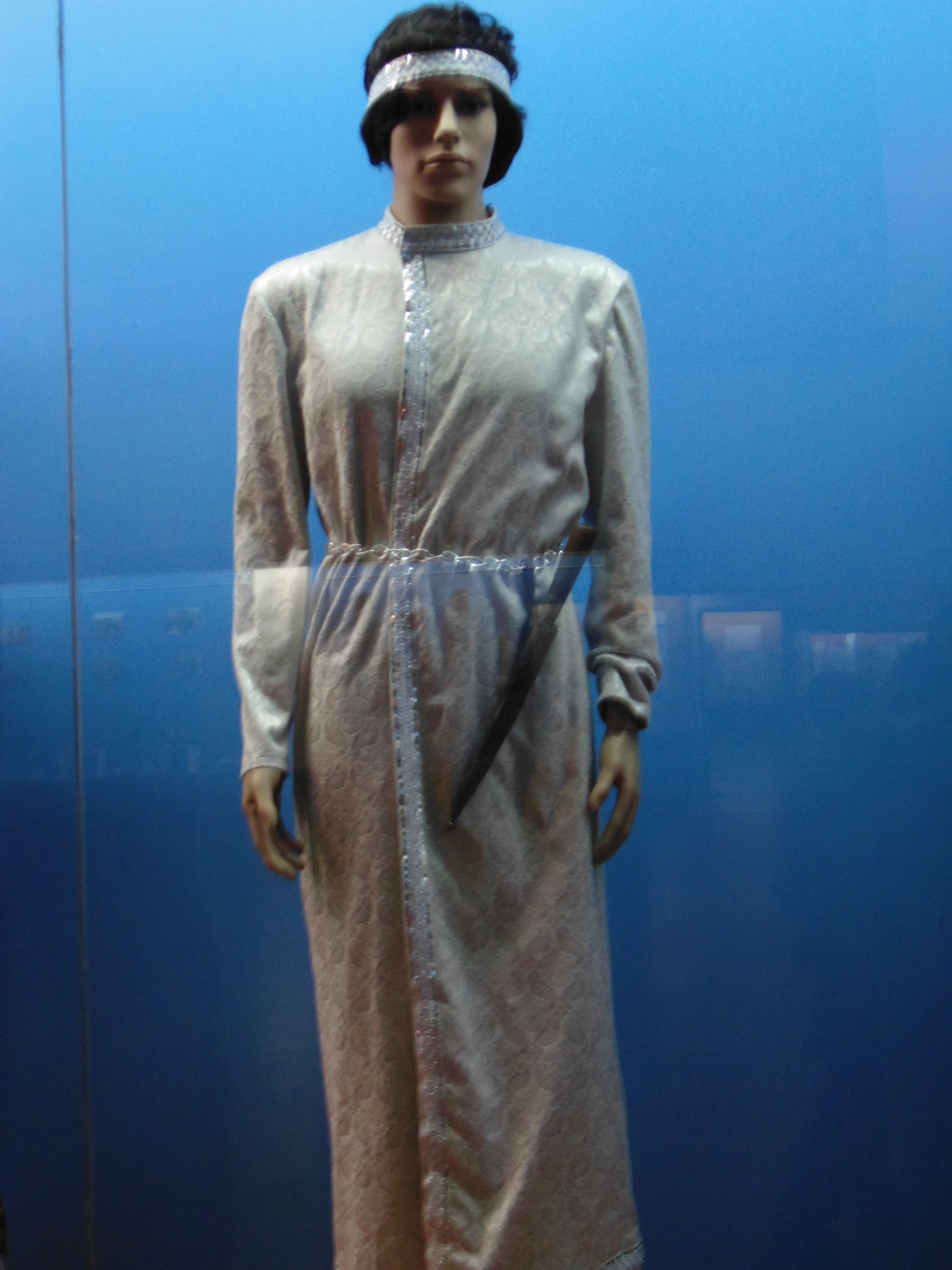
Бактрійський чоловічий одяг Кафірніган (Таджикистан)